# Артенски мост
Артенският мост (на гръцки: Γεφύρι της Άρτας) е каменен мост на река Арахтос и е най-известният епирски каменен мост.
Той е възстановяван много пъти през вековете, като вероятно е изграден от римляните или може би и преди новата ера. Днешният мост е османски от началото на 17 век, вероятно 1602-06 години или може би 1613 г. Фолклорната легенда разказва историята за човешко жертвоприношение чрез вграждане на сянка по време на неговото изграждане.